# Chua lè núi
Chua lè núi (danh pháp khoa học: Emilia prenanthoidea) là một loài thực vật có hoa trong họ Cúc. Loài này được DC. mô tả khoa học đầu tiên năm 1838.